# Échevannes (Côte-d’Or)
Échevannes település Franciaországban, Côte-d’Or megyében. Lakosainak száma 295 fő (2022. január 1.). Échevannes Selongey, Crécey-sur-Tille, Til-Châtel és Is-sur-Tille községekkel határos.

## Népesség
A település népességének változása:
| Lakosok száma | 105  | 88   | 122  | 193  | 233  | 260  | 299  | 313  | 322  | 295  |
|               | 1968 | 1982 | 1990 | 2006 | 2013 | 2015 | 2017 | 2019 | 2020 | 2022 |